# Akademický senát Univerzity Palackého
Akademický senát Univerzity Palackého v Olomouci je samosprávný zastupitelský akademický orgán univerzity složený z 24 senátorů. Do současné podoby se transformoval z čtyřicetičlenné Akademické rady, která začala fungovat v prosinci 1989. Podle zákona č. 172/1990 Sb., o vysokých školách, byl v červnu 1990 ustanoven Akademický senát UP.

## Pravomoce
Pravomoce akademického senátu vychází ze zákonů České republiky, zejména ze zákona č. 111/1998 Sb. o vysokých školách, a interních dokumentů univerzity, především ze Statutu Univerzity Palackého v Olomouci a Volebního a jednacího řádu akademického senátu.
Senát je nejvyšším legislativním a kontrolním orgánem univerzity. Volí kandidáta na rektora a případně podává prezidentu republiky návrh na jeho odvolání, schvaluje rektorovy návrhy na jmenování a odvolání členů vědecké rady, projednává jeho návrhy na jmenování a odvolání prorektorů a kvestora. Schvaluje rozpočet, dlouhodobý záměr, výroční zprávy a organizační změny v rámci univerzity, např. zřizování, slučování a rušení fakult nebo částí univerzity. Senát také kontroluje hospodaření univerzity a jejích součástí.

## Charakteristika
Tvoří ho 24 zástupců, 8 studentů (1 z každé fakulty) a 16 akademických pracovníků (2 z každé fakulty), kteří jsou voleni na tříleté funkční období. Volební právo mají všichni členové akademické obce Univerzity Palackého, tedy akademičtí pracovníci a studenti. Členy senátu nemohou být rektor, prorektoři, děkani a proděkani
Jednání senátu řídí předseda a dva místopředsedové, první z řad akademických pracovníků a druhý z řad studentů. Senát má trvale zřízeny dvě komise, ekonomickou a legislativní, ale může zřizovat i jiné pracovní komise.

## Seznam předsedů AS UP od roku 1990
| funkční období senátu (vždy začíná a končí v měsíci květnu/červnu) | předseda AS UP                         | funkční období předsedy (pokud se liší od funkčního období senátu) |
| ------------------------------------------------------------------ | -------------------------------------- | ------------------------------------------------------------------ |
| 1990–1993                                                          | doc. MUDr. PhDr. Jana Mačáková, CSc.   |                                                                    |
| 1993–1996                                                          | RNDr. Pavel Nováček, CSc.              | do 31. 12. 1995                                                    |
|                                                                    | doc. Ing. Jan Hálek, CSc.              | od 1. 1. 1996                                                      |
| 1996–1999                                                          | doc. Ing. Jan Hálek, CSc.              |                                                                    |
| 1999–2002                                                          | RNDr. Jaroslav Kvapil, CSc.            |                                                                    |
| 2002–2005                                                          | MUDr. Zdeněk Zlámal, CSc.              |                                                                    |
| 2005–2008                                                          | doc. RNDr. Roman Kubínek, CSc.         |                                                                    |
| 2008–2011                                                          | doc. RNDr. Roman Kubínek, CSc.         | do 21.4. 2010                                                      |
|                                                                    | Mgr. Tomáš Parma, Ph.D.                | od 12.5. 2010                                                      |
| 2011–2014                                                          | doc. Mgr. Miroslav Dopita, Ph.D.       |                                                                    |
| 2014–2017                                                          | doc. Mgr. Jiří Langer, Ph.D.           |                                                                    |
| 2017–2020                                                          | doc. Mgr. Jiří Langer, Ph.D.           |                                                                    |
| 2020–                                                              | JUDr.Mag.i. Michal Malacka, Ph.D., MBA | do 13. 5. 2021                                                     |
|                                                                    | doc. Mgr. Jiří Langer, Ph.D.           | od 13. 5. 2021                                                     |